# Reacció de Heck
La reacció de Heck, també coneguda com a reacció de Mizoroki-Heck, és una reacció orgànica de formació d'alquens substituïts a través de la reacció catalitzada per compostos de pal·ladi d'un halur insaturat (aril o alquenil) amb un alquè en presència d'una base.
Aquesta reacció va ser descoberta pel químic nord-americà R. F. Heck el 1970.

## Història
La reacció original de Tsutomu Mizoroki (1971) descriu l'acoblament entre iodobenzè i estirè en metanol per formar estilbè a 120 °C (autoclau) amb acetat de potassi com a base i clorur de pal·ladi com a catalitzador. Aquest treball va ser una extensió de treballs anteriors de Fujiwara (1967) sobre l'acoblament per mitjà de Pd(II) d'arens (Ar-H) i alquens i treballs anteriors de Heck (1969) sobre l'acoblament d'halurs arilmercúrics (ArHgCl) amb alquens que utilitzen una quantitat estequiomètrica d'una espècie de pal·ladi(II).
| Mizoroki 1971 |
| Mizoroki 1971 |

El 1972 Heck va reconèixer la publicació Mizoroki i va detallar els treballs descoberts independentment. Les condicions de reacció difereixen en el catalitzador utilitzat (acetat de pal·ladi) i la càrrega del catalitzador (0,01 eq.), la base utilitzada (una amina obstaculitzada) i l'absència de dissolvent.
| Heck 1972 |
| Heck 1972 |

En aquestes reaccions, el catalitzador actiu Pd(0) (vegeu mecanisme de reacció) està format per la coordinació de Pd amb l’alquè.
El 1974 Heck va introduir lligands de fosfina a l'equació.
| Dieck & Heck 1974             |
| Heck reaction 1974 phosphines |

## Mecanisme
El cicle catalític per a la reacció de Heck implica una sèrie de transformacions al voltant del catalitzador de pal·ladi.